# Pavel Badea
Pavel Badea, född 10 juni 1967, är en rumänsk tidigare fotbollsspelare.
Pavel Badea spelade 9 landskamper för det rumänska landslaget.